# Jesús Comín
Jesús Comín Sagüés (Zaragoza, 19 de abril de 1889 – Zaragoza, 4 de marzo de 1939) fue un abogado y político español, que ocupó cargos destacados en la Comunión Tradicionalista. 

## Biografía
Era hijo de Francisco Javier Comín Moya, decano de la Facultad de Derecho de la Universidad de Zaragoza, nieto del político carlista Bienvenido Comín Sarté y sobrino del político jaimista Pascual Comín Moya. Asimismo, fue el padre de Alfonso Carlos Comín y abuelo del político catalán Antoni Comín.
Militante tradicionalista desde su juventud, participó en la oposición carlista a la Segunda República desde su proclamación en 1931, estableciendo contactos con los monárquicos partidarios del depuesto Alfonso XIII. Fue miembro del Consejo de Cultura de la Comunión Tradicionalista presidido por Víctor Pradera, y resultó elegido diputado a Cortes en representación de la provincia de Zaragoza en las elecciones generales de 1933 y 1936 (en esta ocasión, con 70 462 votos).
Como jefe del tradicionalismo en Aragón, participó en las conspiraciones contra la República, que culminaron con el alzamiento de julio de 1936. Ese día, junto a un grupo de carlistas (algunos armados), se incorporó al Cuartel de Castillejos de Zaragoza, resultando decisivos para que la ciudad y su guarnición se adhiriesen a la sublevación. Con las armas depositadas en Zaragoza se armó también a las columnas de requetés de Navarra que lucharon en el frente Norte desde los inicios de la Guerra Civil Española. También fue uno de los impulsores del Tercio de Requetés Virgen del Pilar, que luchó en el Frente de Aragón contra las tropas republicanas, y de otros tercios de carlistas aragoneses.
Cuando en 1937 el general Franco unificó a todos los partidos políticos del bando nacional, Jesús Comín aceptó dicha unificación, pasando a ser miembro de FET y de las JONS. Fue herido durante la guerra y murió en un accidente de automóvil hacia el final de la contienda. 
Presidieron su entierro importantes autoridades del bando nacional, entre ellos, los generales Monasterio y Moscardó. Según la Enciclopedia Espasa, ante su tumba el general Monasterio pronunciaría estas palabras:

Estoy autorizado a decirlo: la guerra se ha ganado porque Zaragoza la ganó en los primeros días. El triunfo de Zaragoza se debe en gran parte a Jesús Comín.

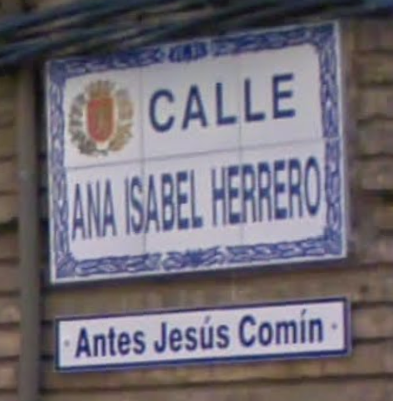
Calle Ana Isabel Herrero en Zaragoza, antes Jesús Comín

Con motivo de su entierro, sus correligionarios publicaron un poema en El Noticiero de Zaragoza:

| Jesús Comín ha muerto, los Requetés lo llevan en un sencillo féretro que cubre una bandera. | La Bandera Española, amarilla y bermeja, que un día de Navarra Jesús Comín trajera. |